# 桑頓山
桑頓山（英語：Mount Thornton），是南極洲的一座山峰，位於帕爾默地，處於麥卡恩山和本克特山之間的斯諾冰原島峰中東部，由美國研究隊發現和拍攝照片，現時由南極條約體系管理。